# Unione Sportiva Sestri Levante 1919 2024-2025
Questa voce raccoglie le informazioni riguardanti l'Unione Sportiva Sestri Levante 1919 nelle competizioni ufficiali della stagione 2024-2025.

## Rosa
Aggiornata al 3 febbraio 2025
| N. |                      | Ruolo | Calciatore                   |
| -- | -------------------- | ----- | ---------------------------- |
| 1  | Italia (bandiera)    | P     | Joyce Francesco Anacoura     |
| 3  | Italia (bandiera)    | D     | Cristiano Furno              |
| 4  | Italia (bandiera)    | D     | Massimiliano Pane (capitano) |
| 6  | Argentina (bandiera) | C     | Juan Ignacio Brunet          |
| 7  | Bulgaria (bandiera)  | A     | Mert Durmush                 |
| 8  | Italia (bandiera)    | C     | Francesco Conti              |
| 9  | Italia (bandiera)    | A     | Nicolas Parravicini          |
| 10 | Italia (bandiera)    | A     | Luca Clemenza                |
| 11 | Italia (bandiera)    | A     | Francesco De Felice          |
| 12 | Italia (bandiera)    | P     | Francesco Sias               |
| 13 | Italia (bandiera)    | D     | Riccardo Santovito           |
| 14 | Italia (bandiera)    | C     | Edoardo Oneto                |
| 18 | Italia (bandiera)    | C     | Manuel Rosetti               |
| 19 | Italia (bandiera)    | A     | Andrea Pavanello             |
| 21 | Italia (bandiera)    | A     | Alessandro Piu               |
| 23 | Italia (bandiera)    | D     | Omar Nenci                   |

| N. |                      | Ruolo | Calciatore               |
| -- | -------------------- | ----- | ------------------------ |
| 25 | Italia (bandiera)    | C     | Francesco Nunziatini     |
| 27 | Italia (bandiera)    | D     | Lorenzo Podda            |
| 30 | Italia (bandiera)    | C     | Diego Sgambelluri        |
| 33 | Italia (bandiera)    | C     | Riccardo Calloni         |
| 37 | Italia (bandiera)    | C     | Giuseppe Brugognone      |
| 43 | Italia (bandiera)    | D     | Matteo Montebrugnoli     |
| 53 | Italia (bandiera)    | D     | Tommaso Pittino          |
| 77 | Italia (bandiera)    | D     | Tommaso Raineri          |
| 95 | Italia (bandiera)    | D     | Andrea Primasso          |
| 22 | Italia (bandiera)    | P     | Eugenio Fusco            |
| 86 | Italia (bandiera)    | C     | Silvano Raggio Garibaldi |
|    | Italia (bandiera)    | C     | Francesco Giorno         |
|    | Argentina (bandiera) | D     | Nahuel Valentini         |
|    | Svizzera (bandiera)  | C     | Matteo Fedele            |
|    | Italia (bandiera)    | P     | Johan Elia Guadagno      |
|    | Italia (bandiera)    | A     | Martino Cominetti        |
|    | Italia (bandiera)    | A     | Riccardo Di Giorgio      |